# Saccoglossus pygmaeus
Saccoglossus pygmaeus är en djurart som tillhör fylumet svalgsträngsdjur, och som beskrevs av Hinrichs och Jacobi 1938. Saccoglossus pygmaeus ingår i släktet Saccoglossus och familjen Harrimaniidae. Arten har ej påträffats i Sverige. Inga underarter finns listade i Catalogue of Life.